# Hisataka Masayuki

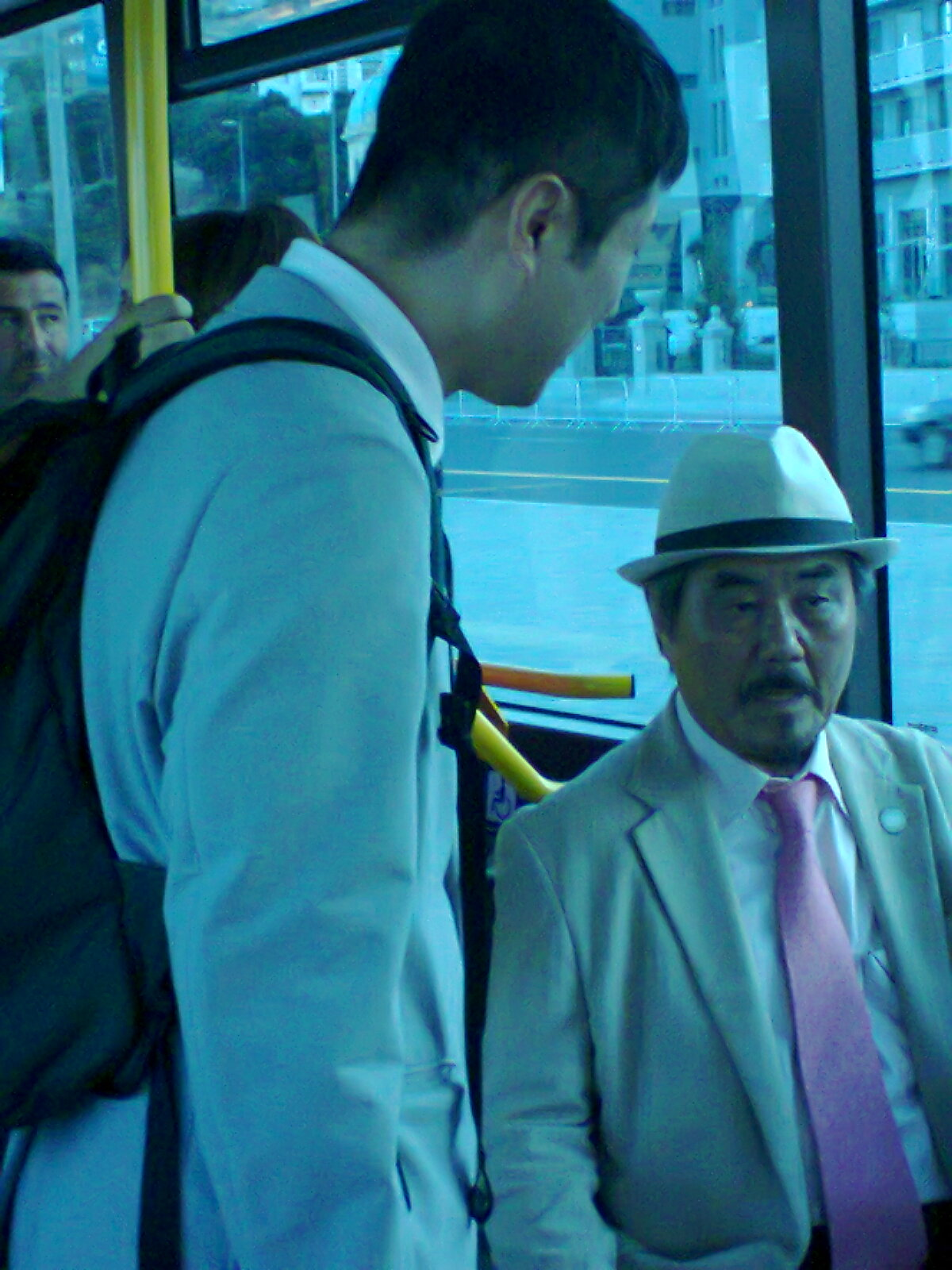
Masayuki Hisataka. Europaspiele 2015 Baku

Hisataka Masayuki (jap. 久高正之; * 18. November 1940 in der Mongolei) 9. Dan Karatedō und 5. Dan Jūdō, ist Hauptausbilder des Shorinjiryu Kenkokan Karatedo sowie Gründer und Vorsitzender der World Koshiki Karatedo Föderation (W.K.K.F.).

## Leben
Hisataka Masayuki wurde als erster Sohn von Hisataka Masayoshi geboren. Im Alter von 3 Jahren begann er mit dem Training des Karatedō und Jūdō. Im Alter von 13 erhielt er schon den 1. Dan Jūdō und Karatedō. Er nahm an verschiedenen Turnieren teil, die er alle gewann. Zum Zeitpunkt seines Universitätsabschlusses hatte er bereits den 5. Dan Karatedō und Jūdō.
Hisataka repräsentierte japanisches Budō auf der Weltausstellung in New York 1964/65 zusammen mit Yamasaki Hisanobu und Okabe Naoyuki. Als Folge daraus unterrichtete er an zahlreichen Orten in den USA. 1967 demonstrierte er Karatedō und Jūdō auf der Weltausstellung in Montreal zusammen mit Watanabe Shunji. Auch hier folgte ein längerer Aufenthalt in Kanada, um Karatedō und Jūdō zu unterrichten.
1974 wurde er nach Japan zurückberufen, um die Position des Hauptausbilders im Shorinjiryū Kenkokan Karatedō einzunehmen, da sein Vater Hisataka Kori vom Vollzeitunterricht zurücktrat. Er experimentierte dann mit verschiedenen Formen von Schutzausrüstungen für das Training und den Wettkampf.
Hisataka führte Karatedō in Russland und China nach dem Zweiten Weltkrieg wieder ein. Er ist Gründer und Vorsitzender der Welt Koshiki Karatedo Vereinigung (W.K.K.F.) und entwickelte die Schutzausrüstung 'Anzen Bogu' für den Wettkampf und das Training.
Er veröffentlichte 1976 eines der großen Werke des Karatedo Scientific Karatedō und 1994 das Essential Shorinjiryu Karatedō.
Als 1988 sein Vater Hisataka Masayoshi starb, übernahm er die Führung das 'Shorinjiryū Kenkokan Karatedō' weltweit. Er gibt Seminare und beaufsichtigt Turniere auf der ganzen Welt als exponierter Meister seiner Kunst, sowohl im Karatedō als auch im Bōjutsu und Sai jutsu.

## Zitat
„Karatedō ist die Suche nach dem Verständnis der Wahren Bedeutung der Worte Sieg und Niederlage, indem man die 'leere Hand' im Kampf gebraucht. Durch das Üben dieser Form von 'Zen in Bewegung', erreicht man einen Bewusstseinszustand, der die Bedeutung von Gewinnen und Verlieren übersteigt. Ausgewogene Ausbildung des Körpers, des Verstandes und des Geistes erzeugt eine Ausgeglichenheit, die, wenn man sie mit dem Prinzipien von Wahrheit, Gerechtigkeit und Schönheit in Einklang bringt, eine tiefe Würdigung der Menschlichen Natur ist.“